# Maison flottante
Pour les articles homonymes, voir Maison (homonymie) et Houseboat (homonymie).
Une habitation flottante, ou maison bateau (houseboat en anglais), est un type de logement flottant, aménagé sur un bateau, une péniche, ou une plateforme à flotteur, motorisée ou non, sur fleuve, lac, ou mer.

## Présentation
Résidence principale, ou logement de tourisme fluvial, coche de plaisance, et yacht, les maisons flottantes sont des types de logement marginal, individuel, ou communautaire. 

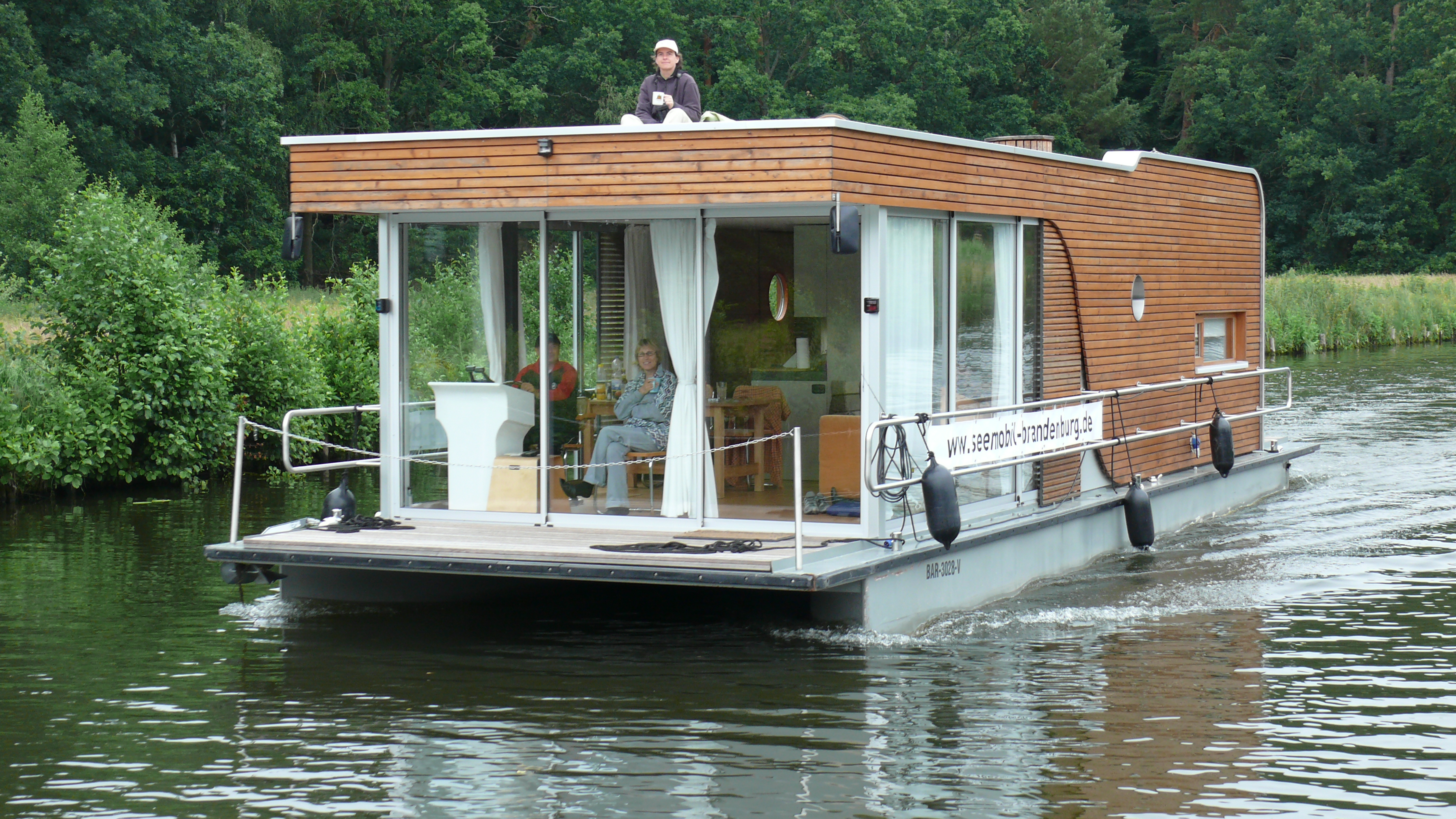
Allemagne
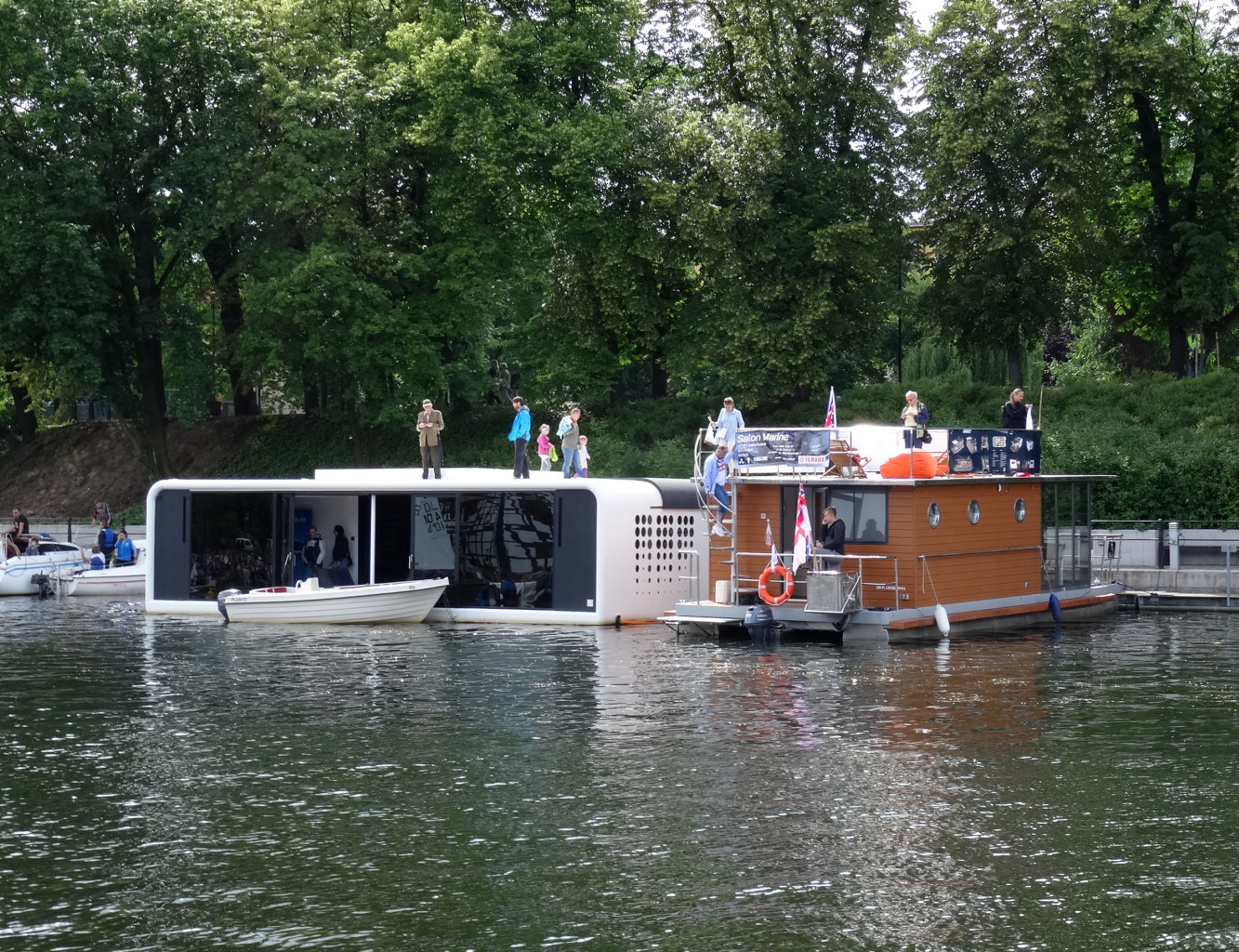
Pologne

Elles peuvent être amarrées ou ancrées à un point fixe stationnaire ou motorisées pour se déplacer comme des bateaux, avec des degrés de confort et d'aménagement plus ou moins évolués. Certaines sont très recherchées et prisées, comme les célèbres péniches habitables des bords de fleuve des grandes villes, ou les villages de maisons flottantes de pêcheurs de la Baie d'Along au Viêt Nam.  

Europe, États-Unis, Australie
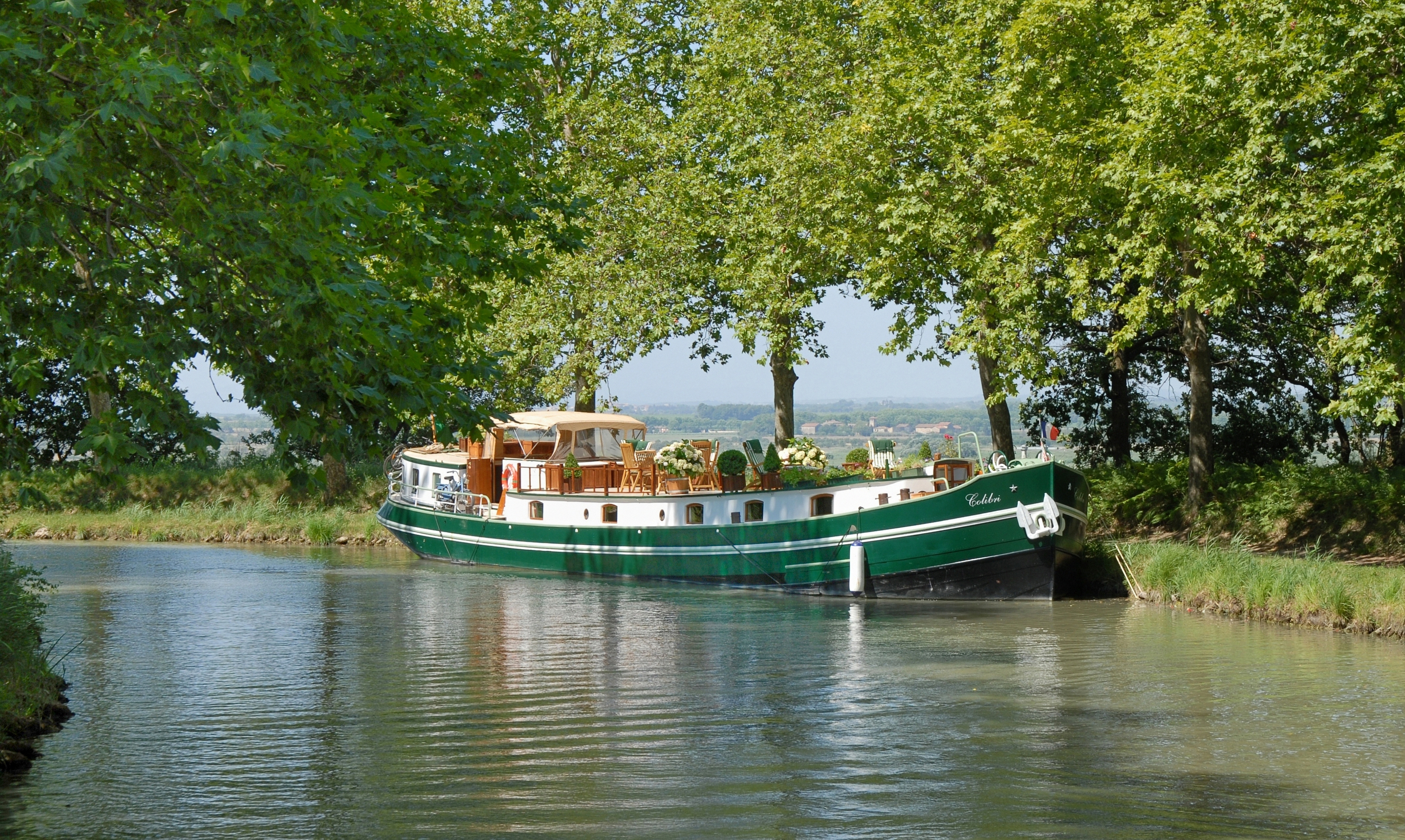
Canal du Midi
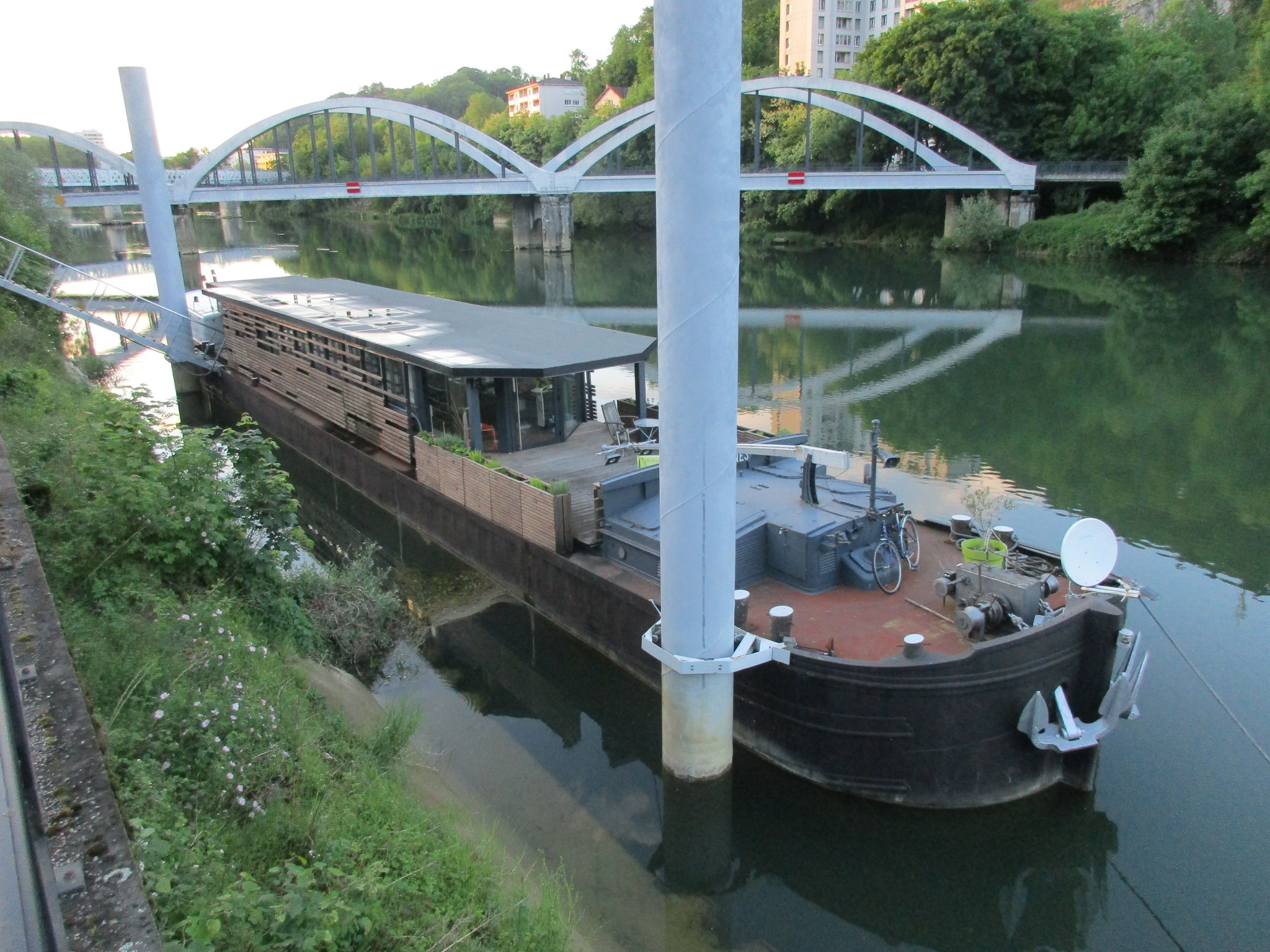
Maison péniche, sur le Doubs
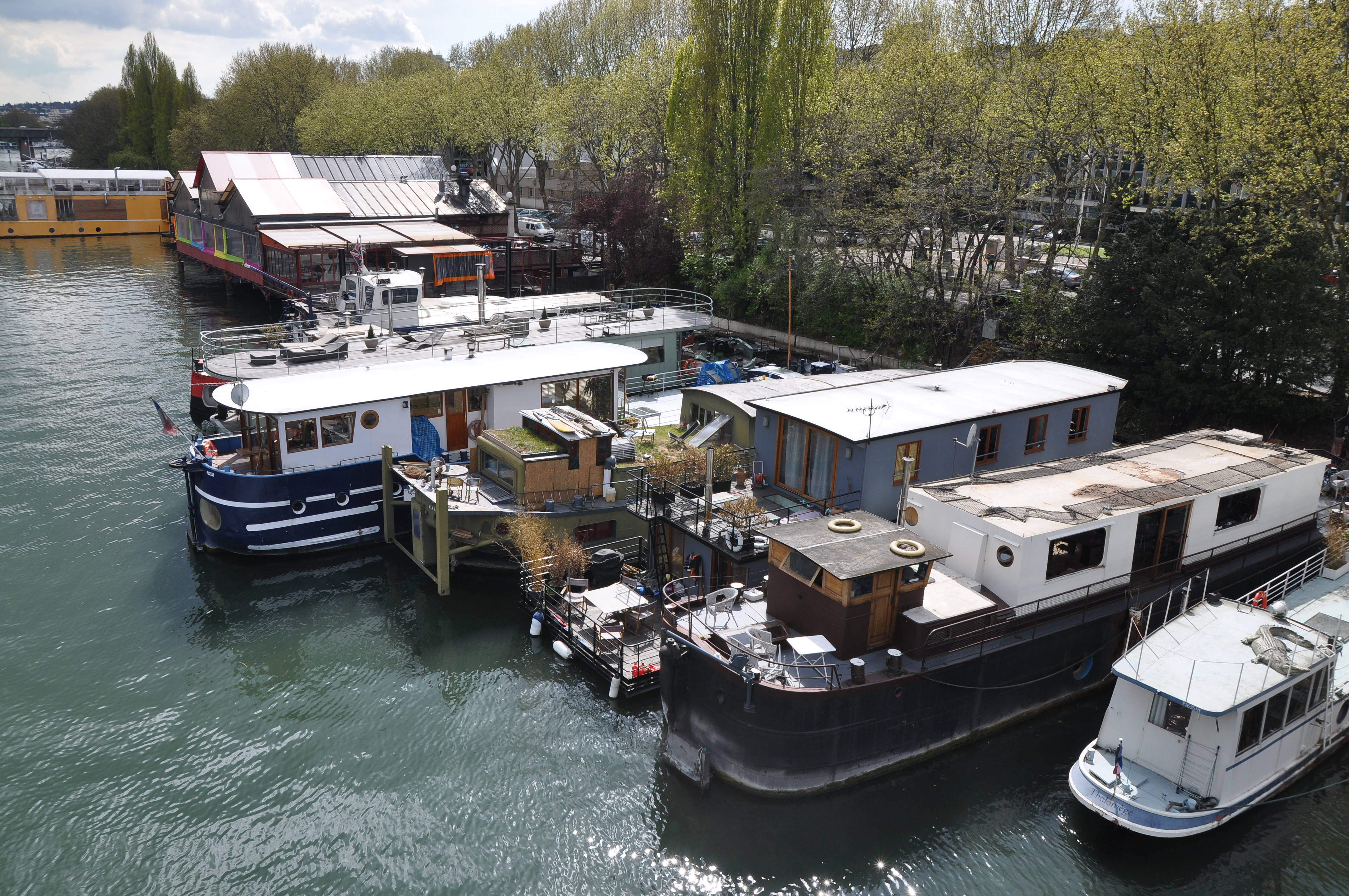
La Seine à Paris
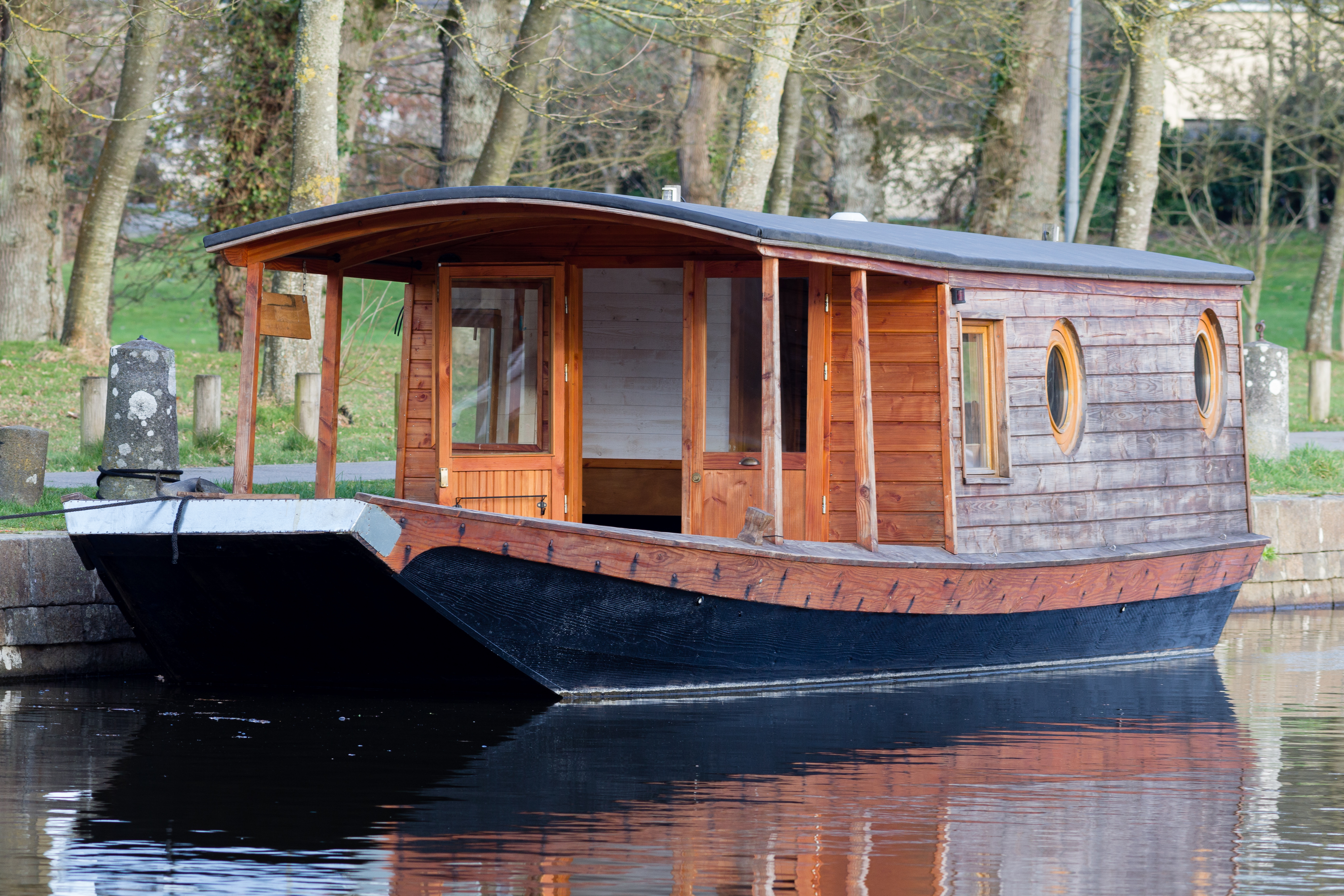
Toue cabanée sur la Loire
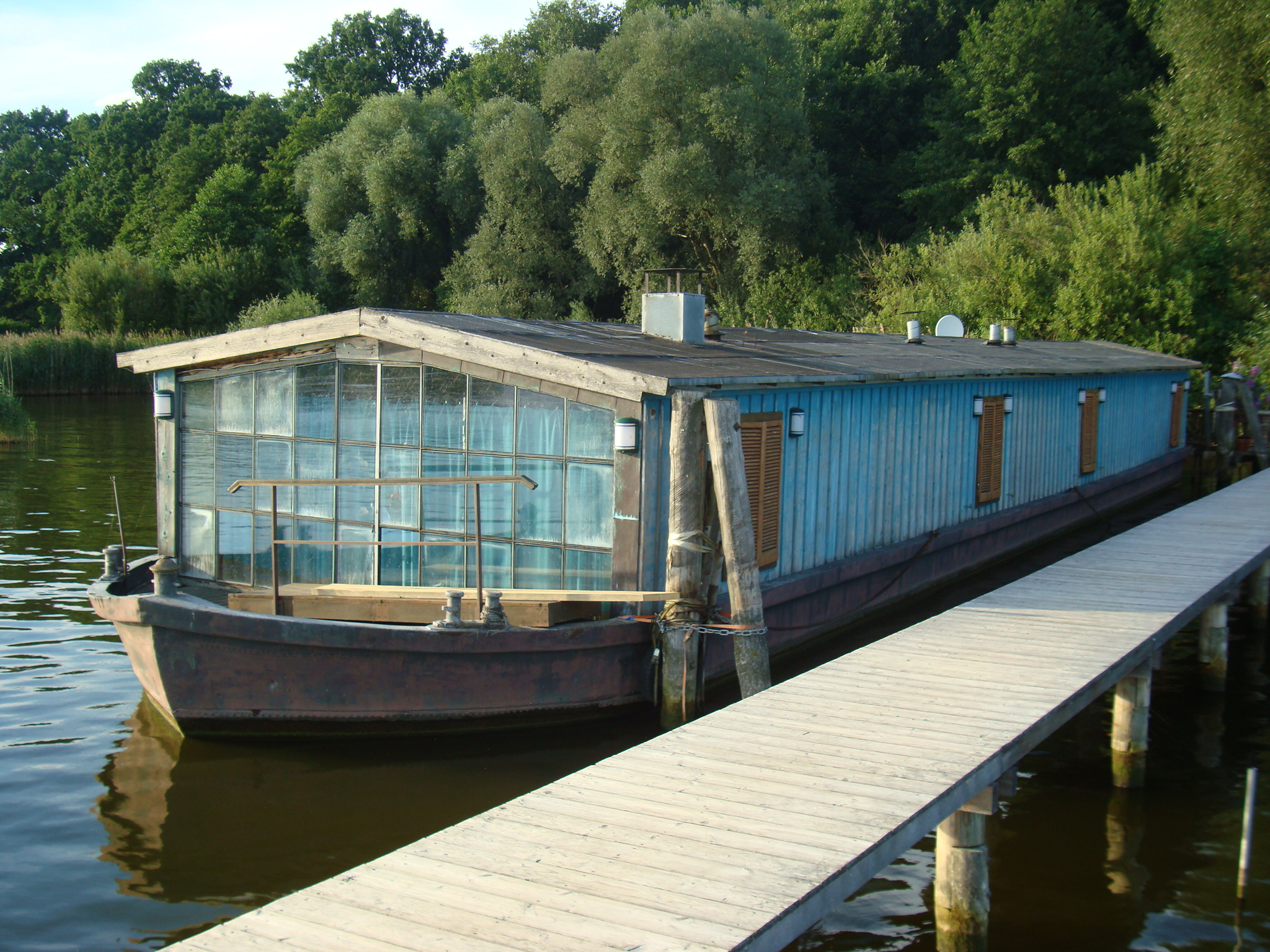
Allemagne
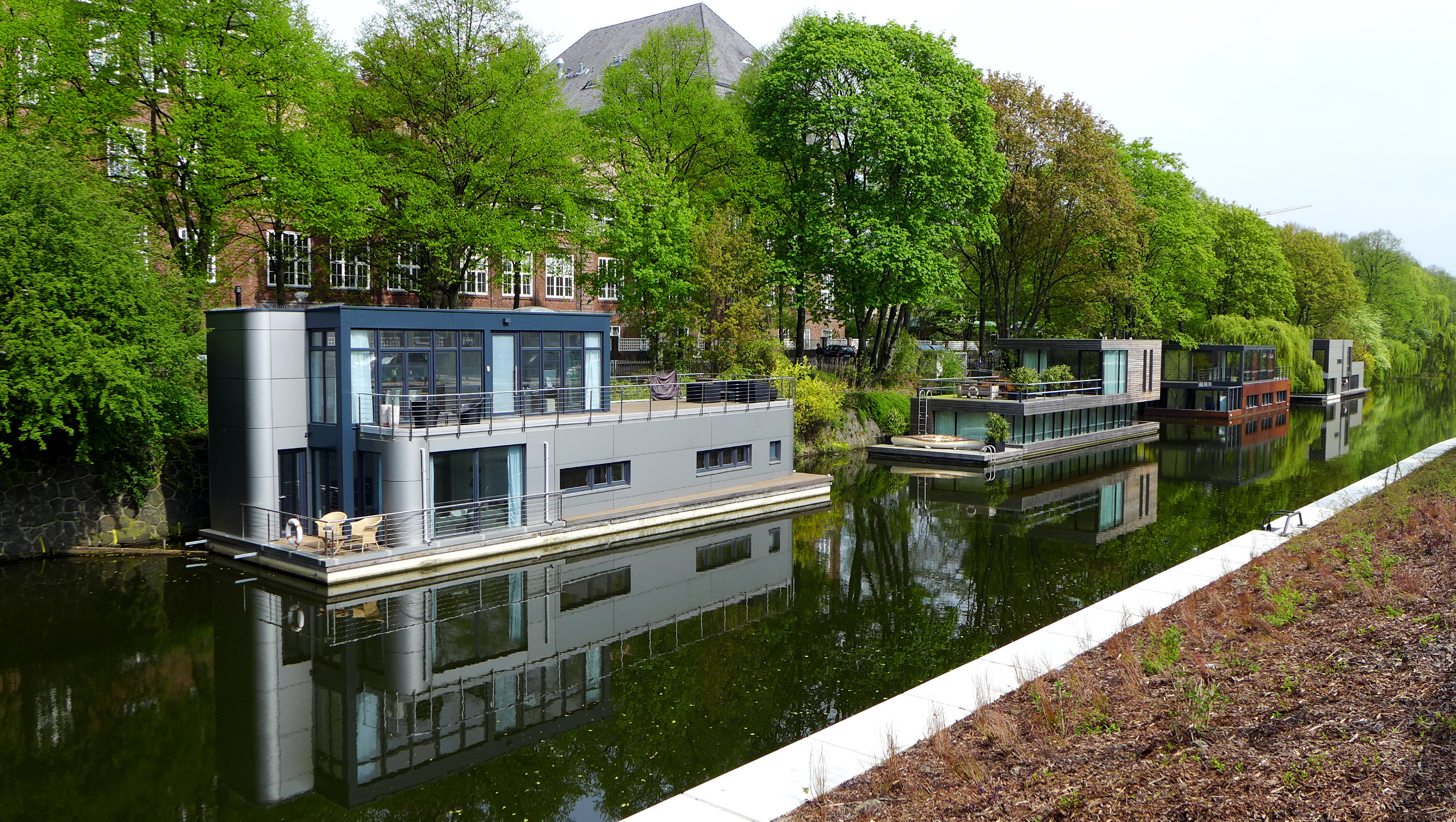
Hambourg en Allemagne
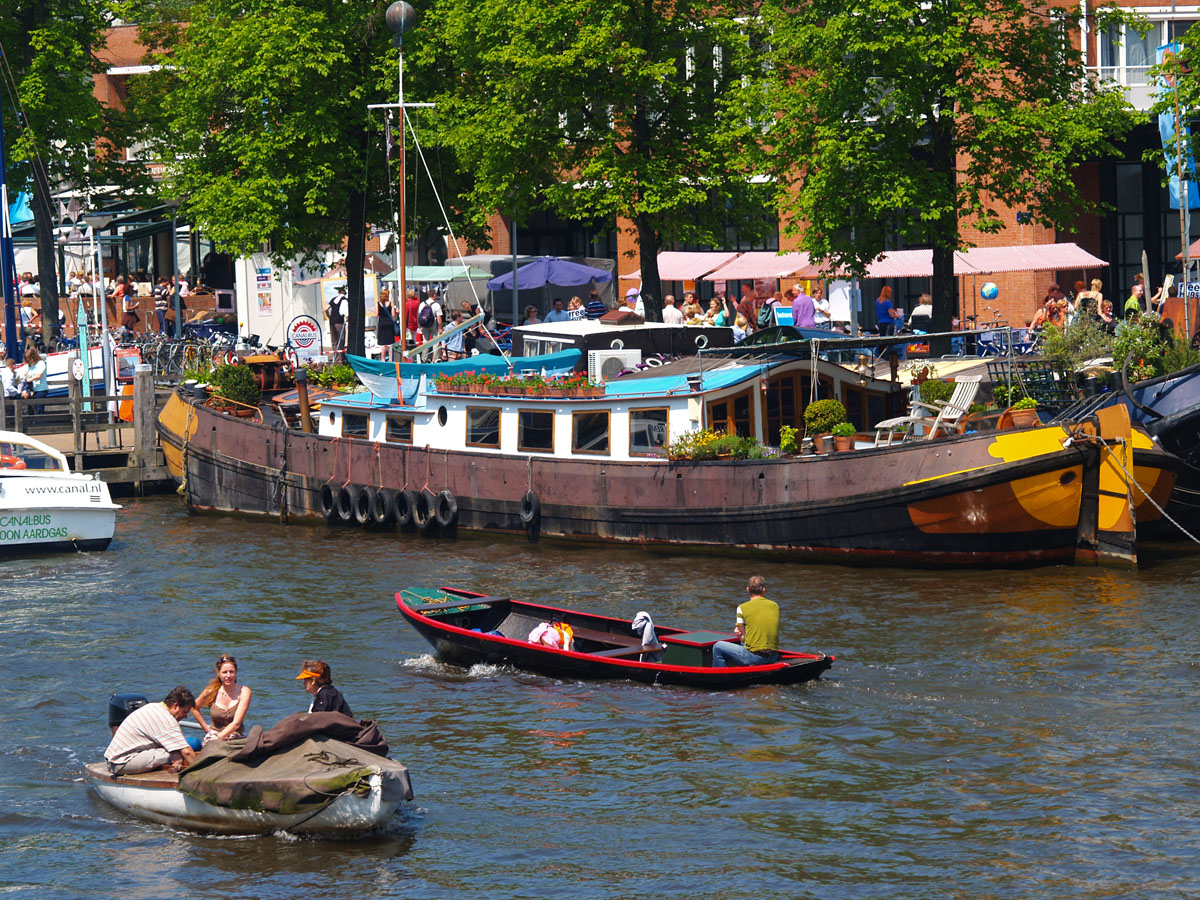
Amsterdam aux Pays-Bas
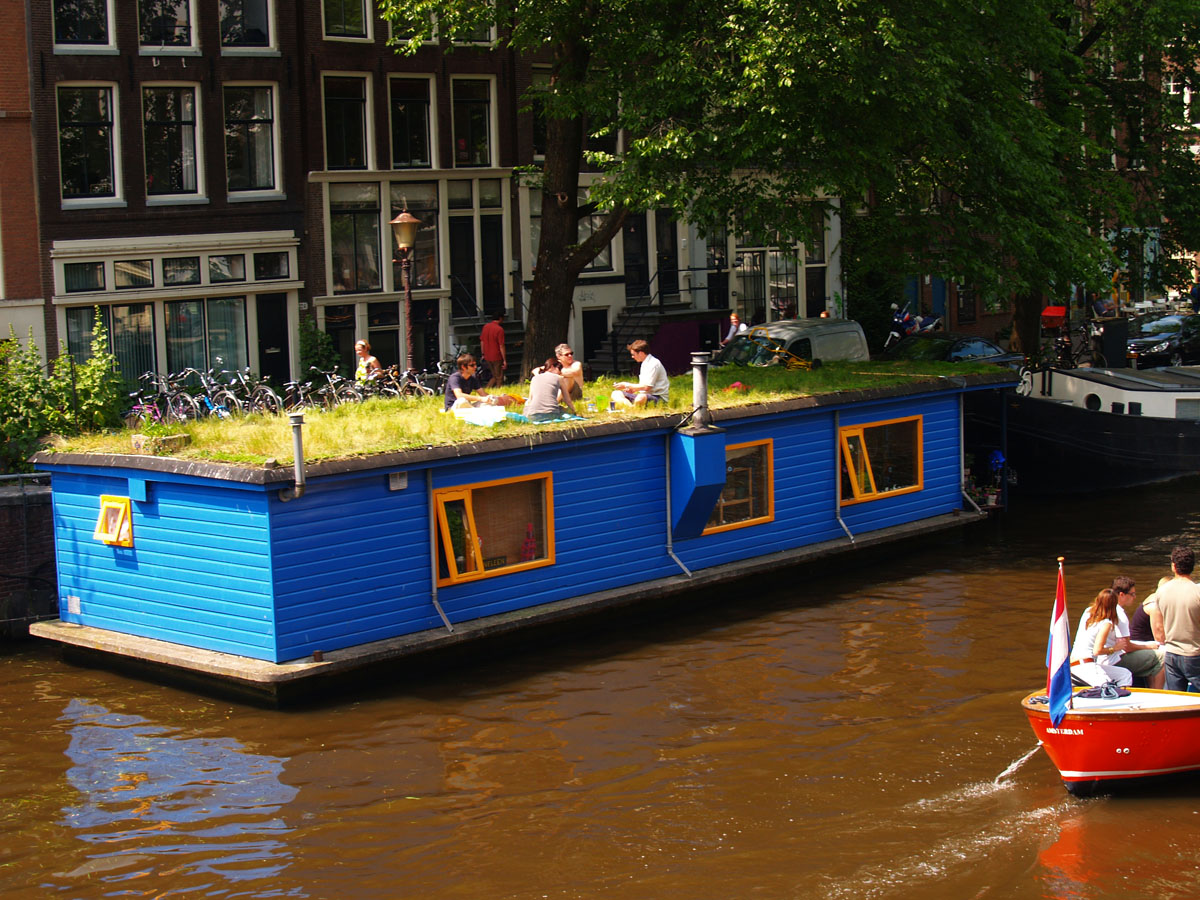
Amsterdam aux Pays-Bas
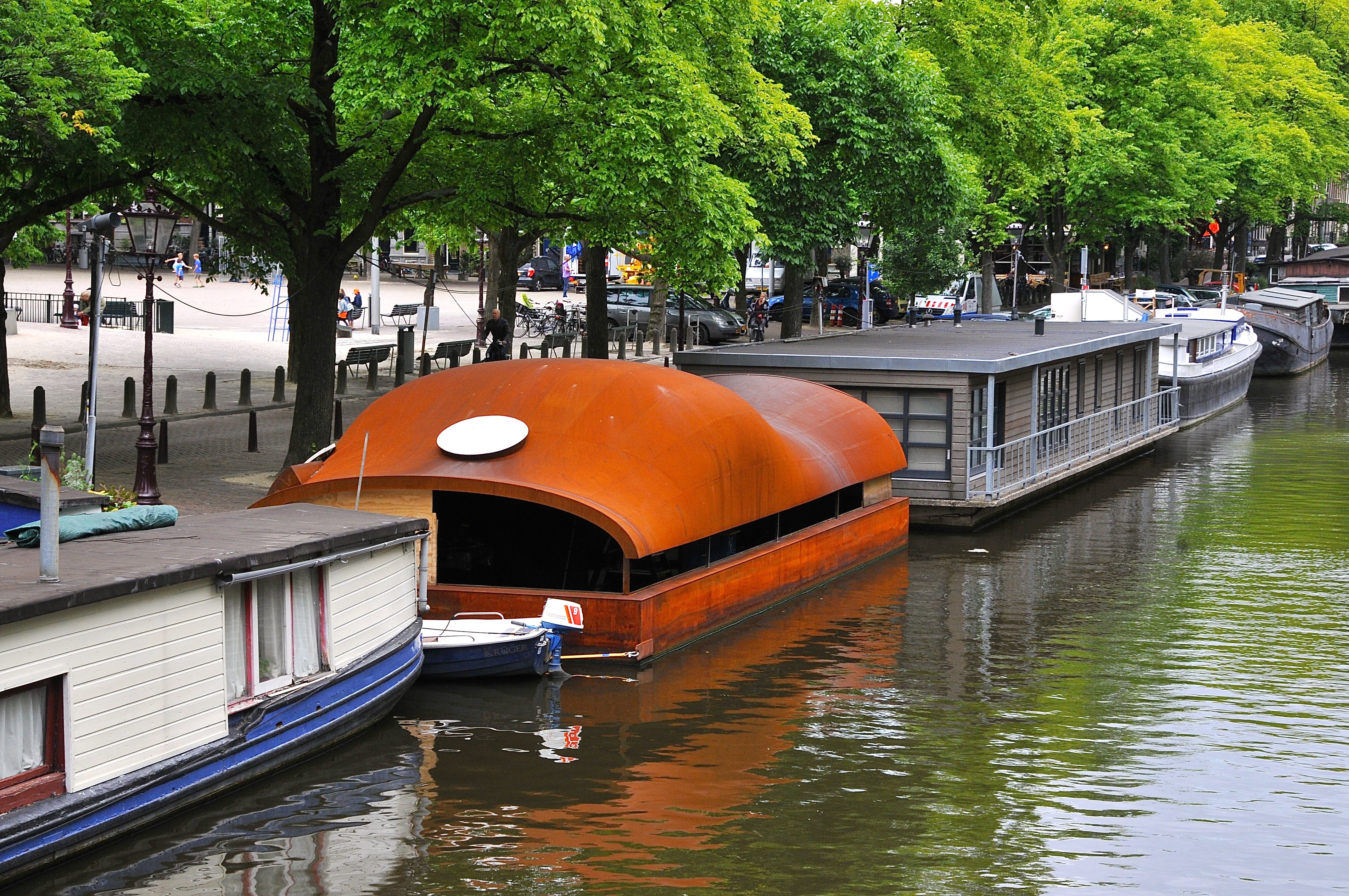
Amsterdam aux Pays-Bas
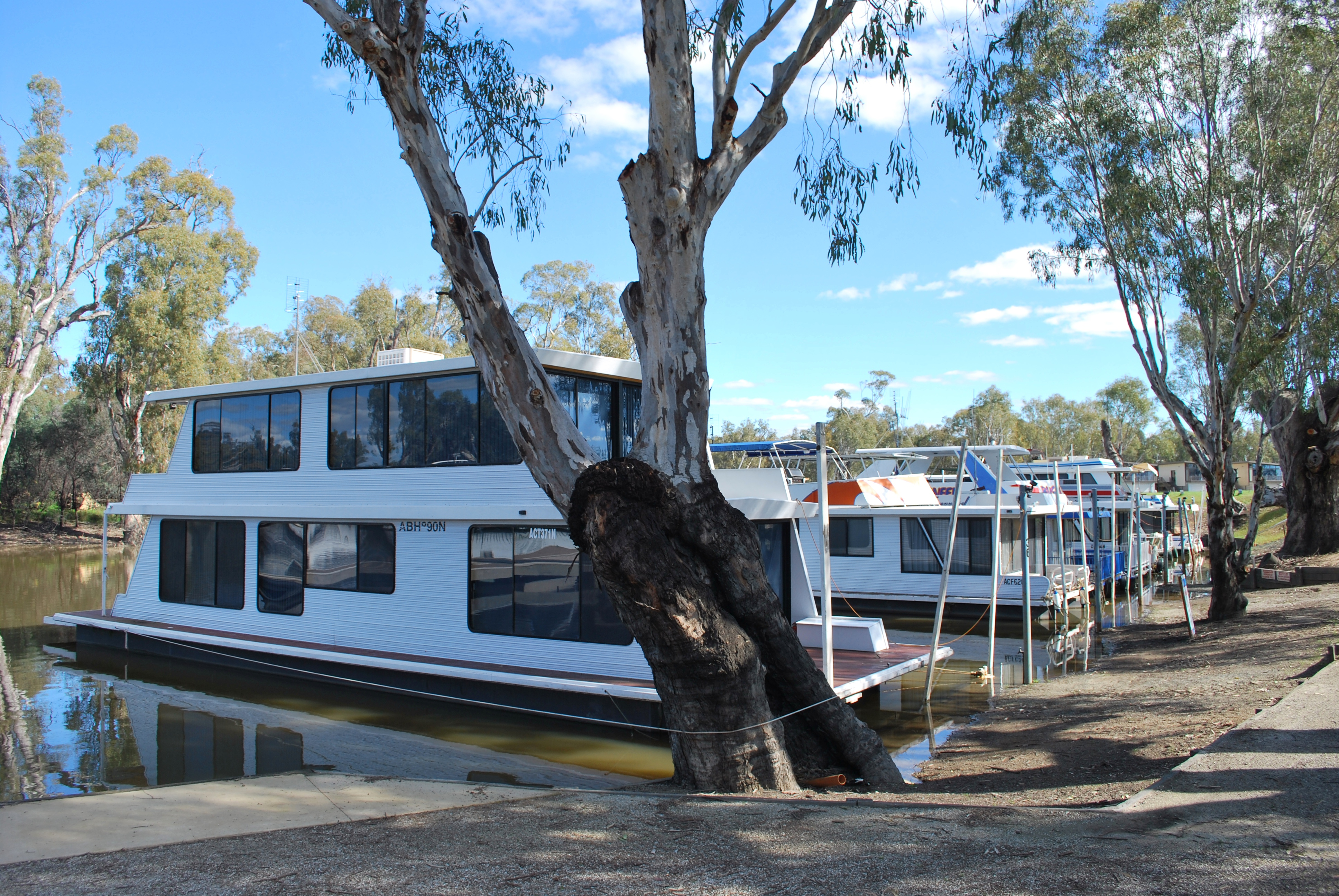
Australie
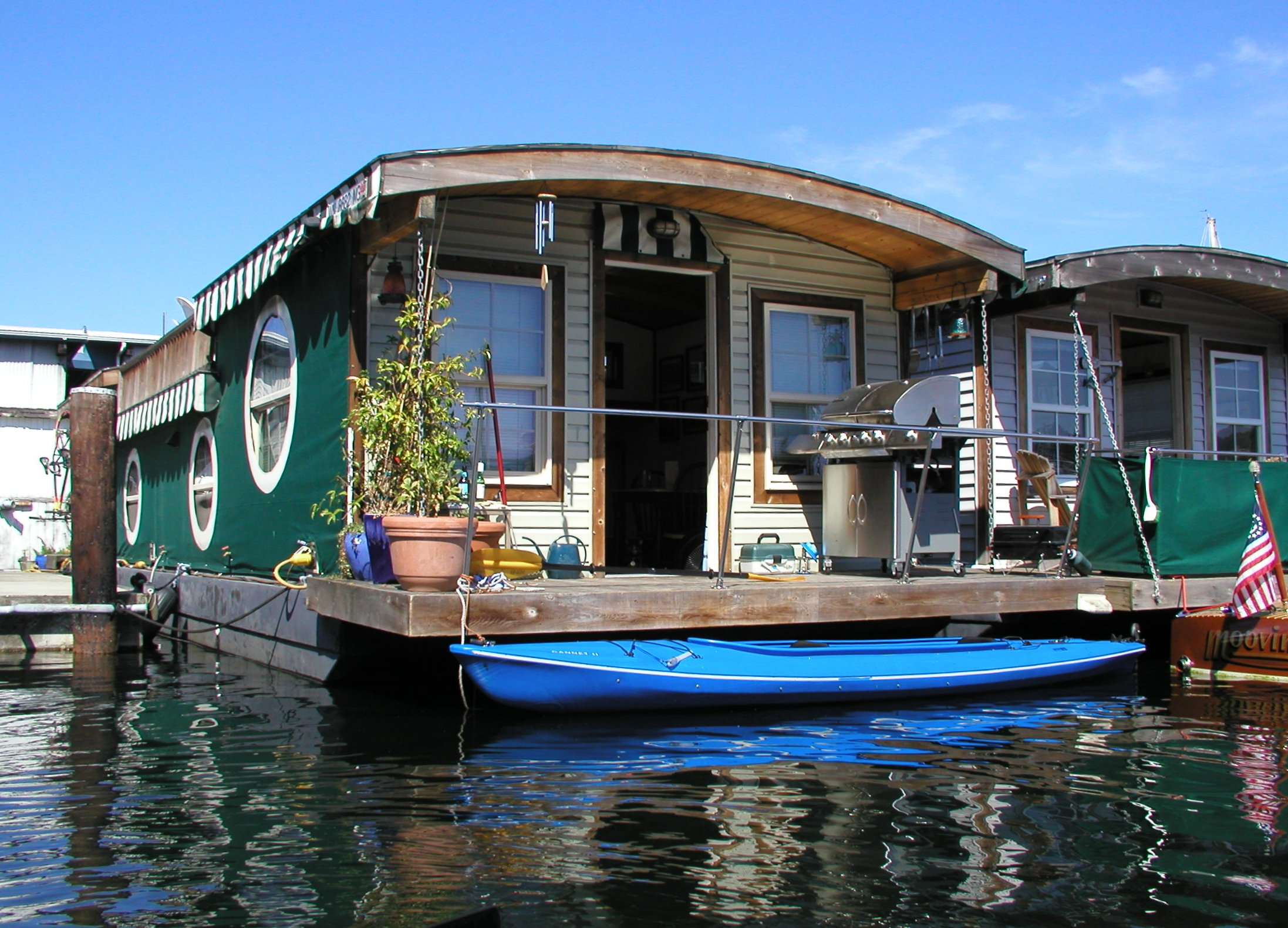
Lac Union de Seattle, aux États-Unis
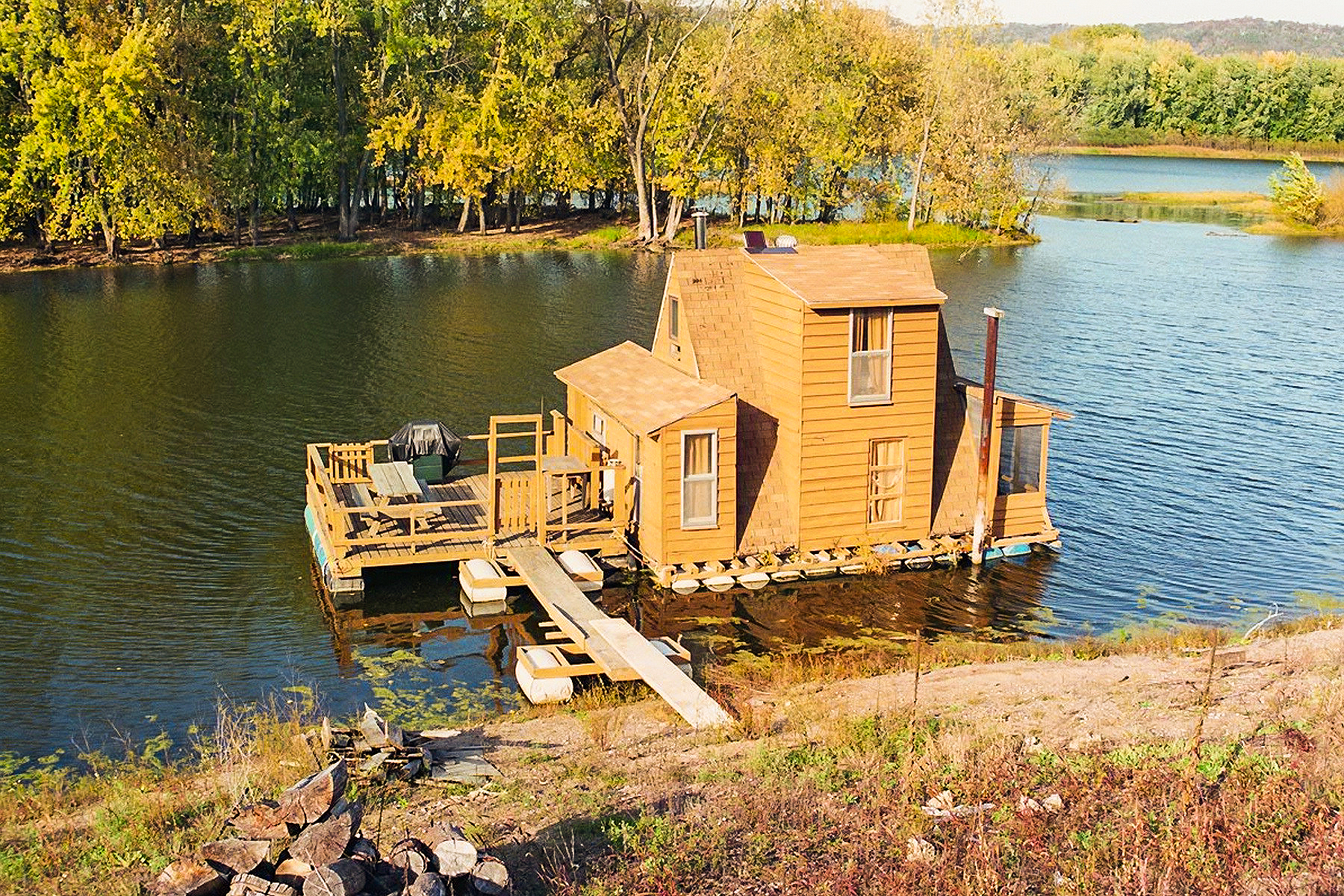
Mississippi (fleuve) aux USA
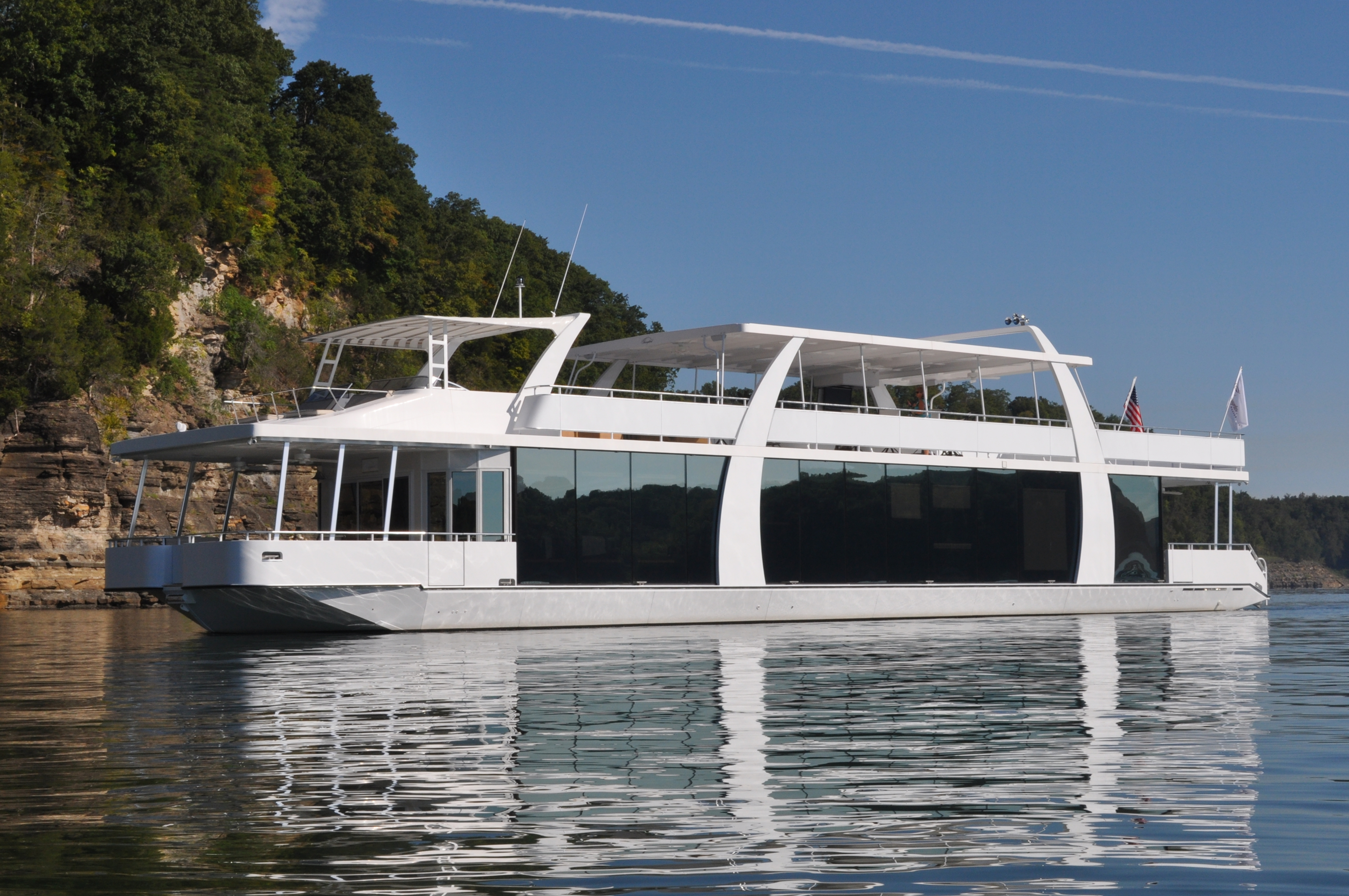
États-Unis
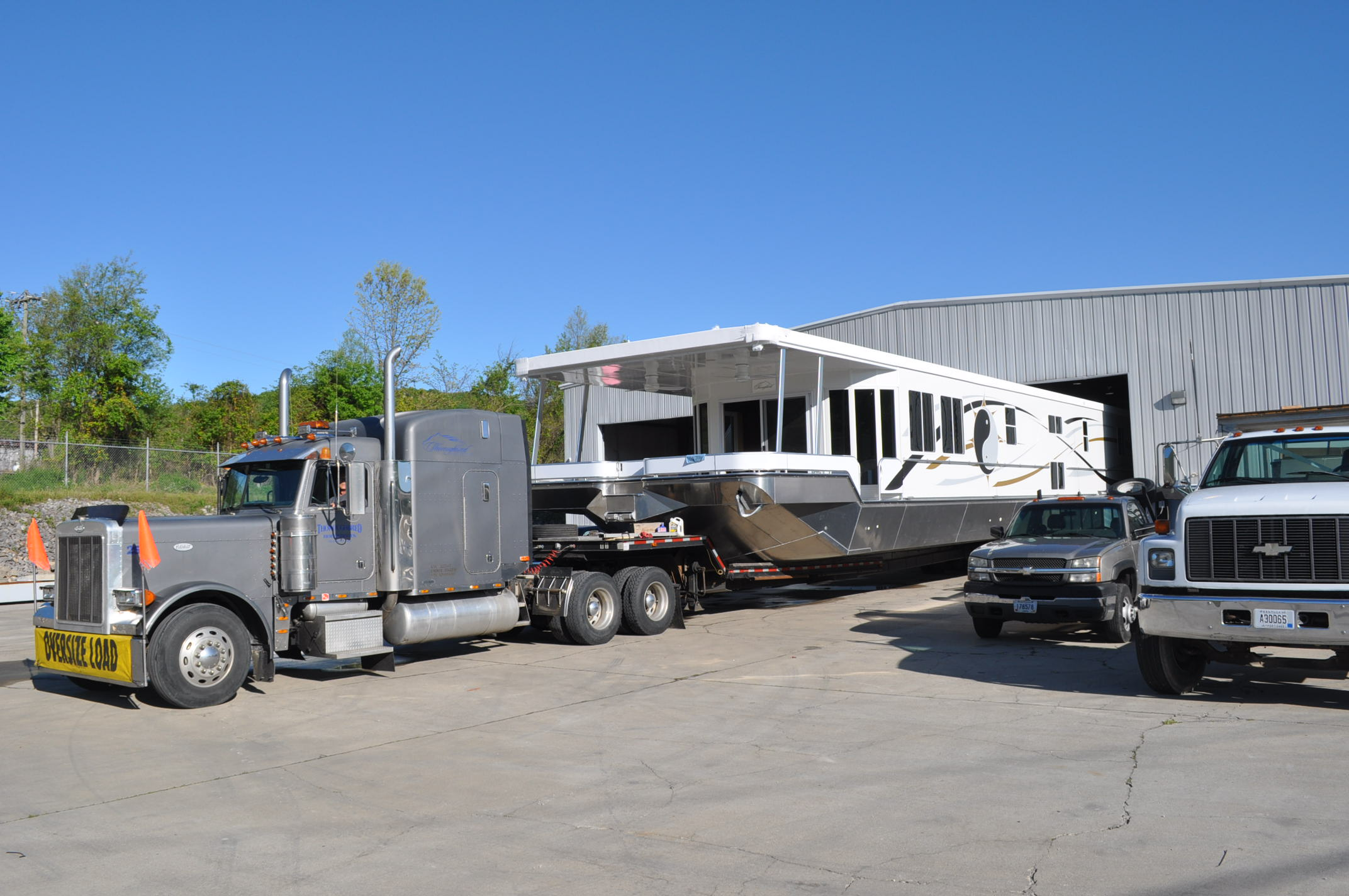
États-Unis
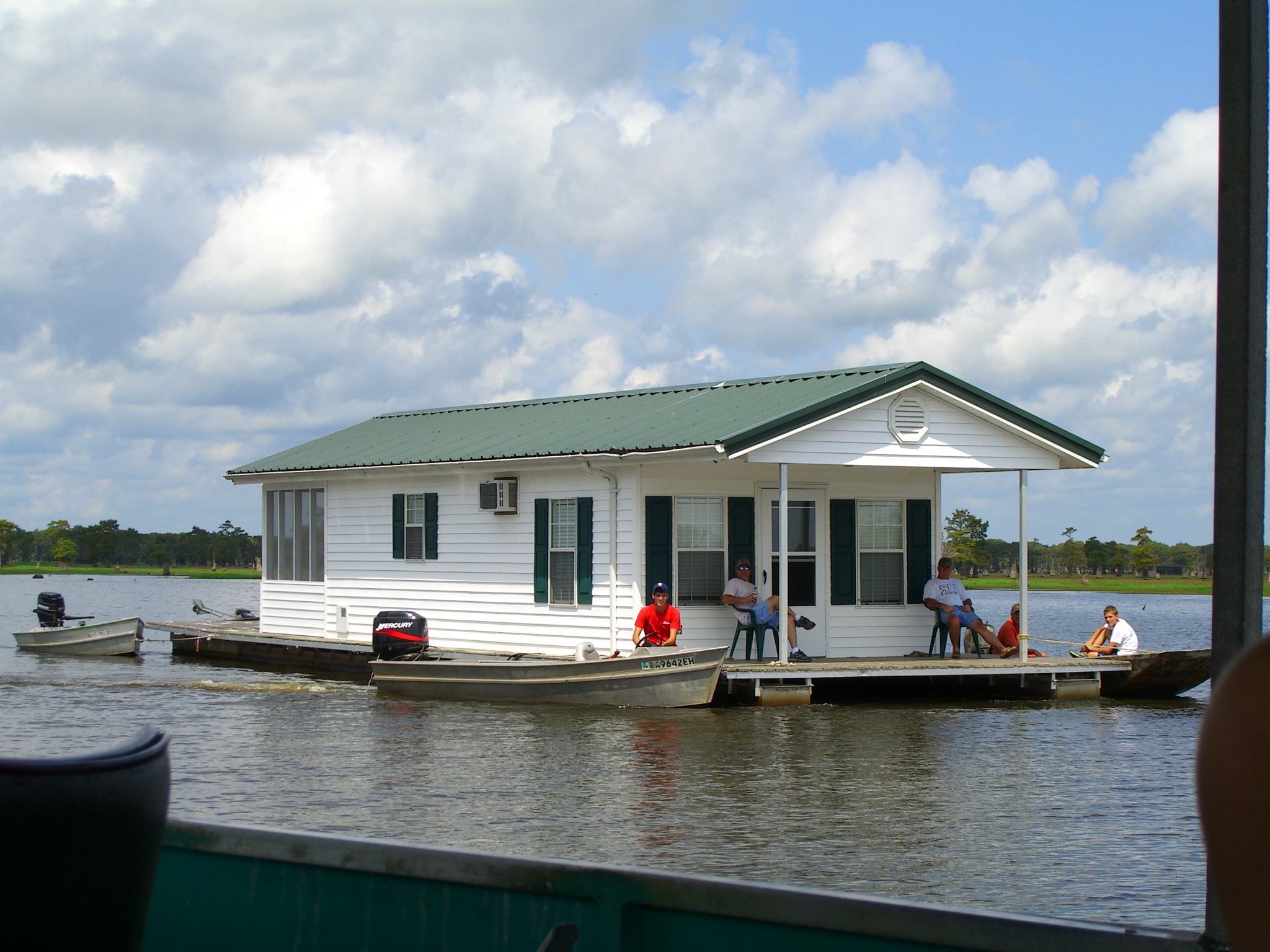
États-Unis

Comme l'hôtel, le camping-car, la caravane, la roulotte, la cabane, le camping ou la géonef, elles peuvent être équipées du confort d'une véritable maison. Soumises aux réglementions du tourisme fluvial, lacustre, ou au règlement de navigation maritime, elles peuvent bénéficier, par leur amarrage à un port de plaisance, de l'accès à des services publics (eau courante, électricité, laverie, assainissement, toilettes, maintenance, gestion des déchets, commerce, vie et tourisme urbain).  

Asie
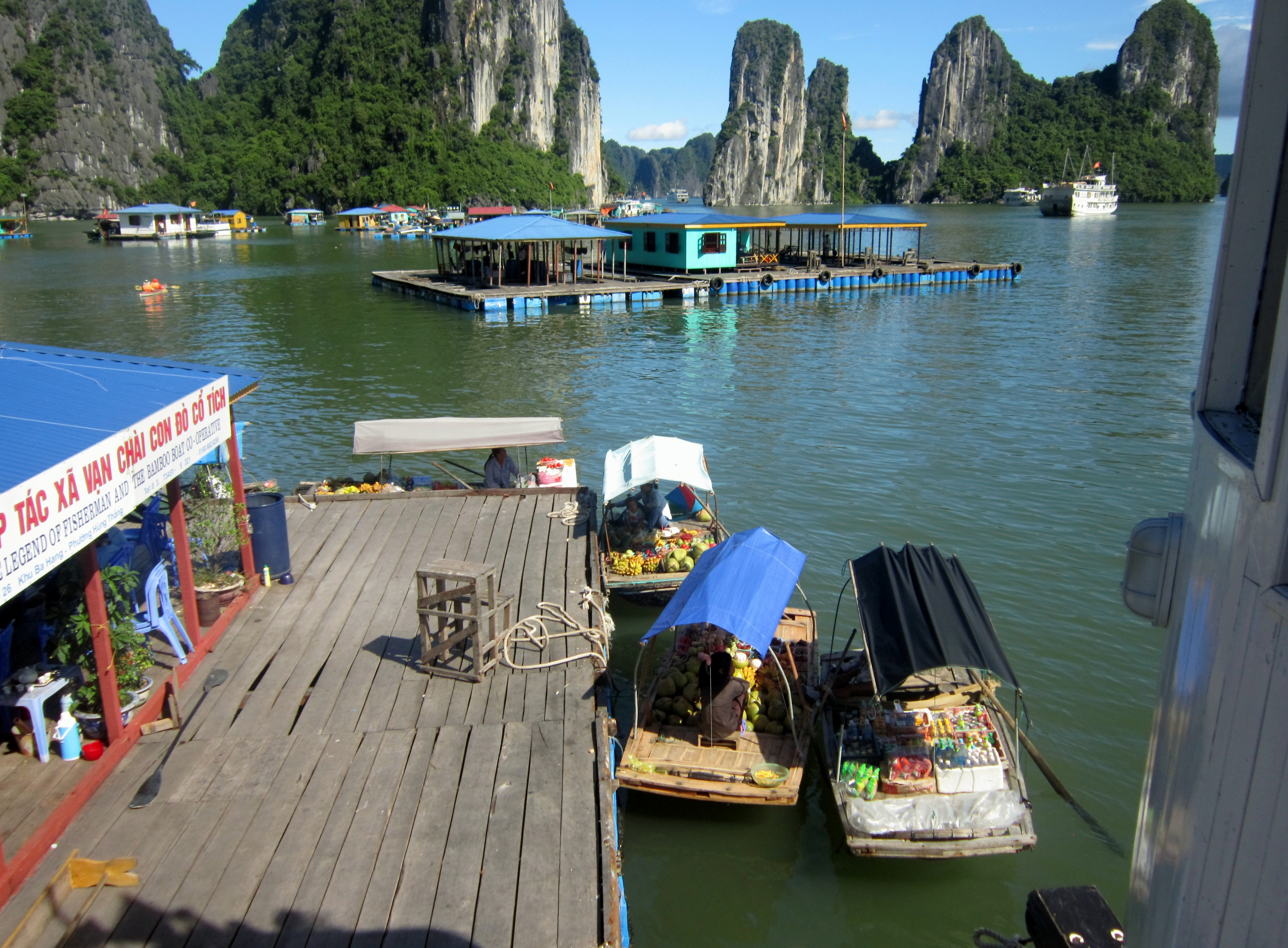
Baie d'Along au Viêt Nam
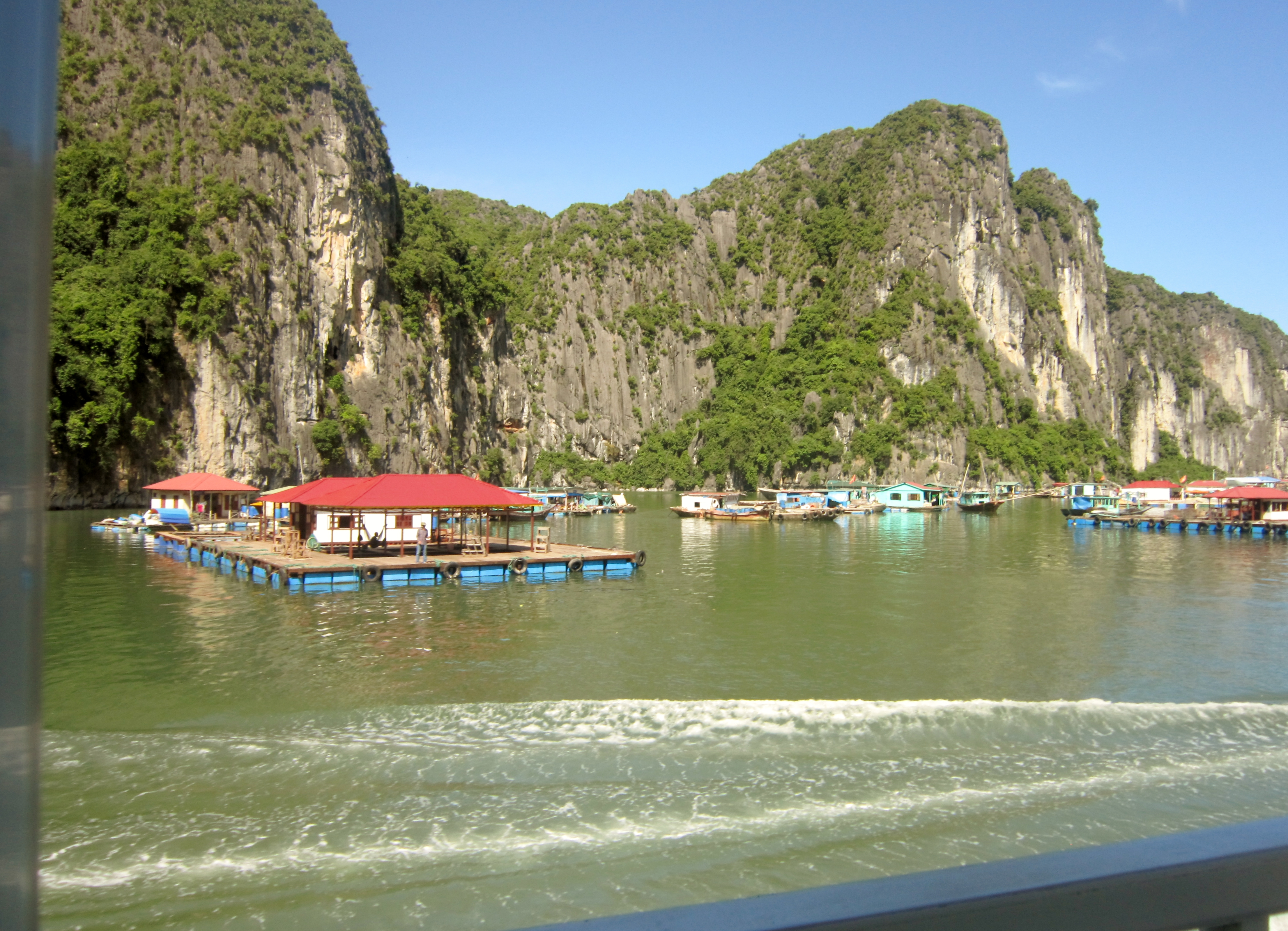
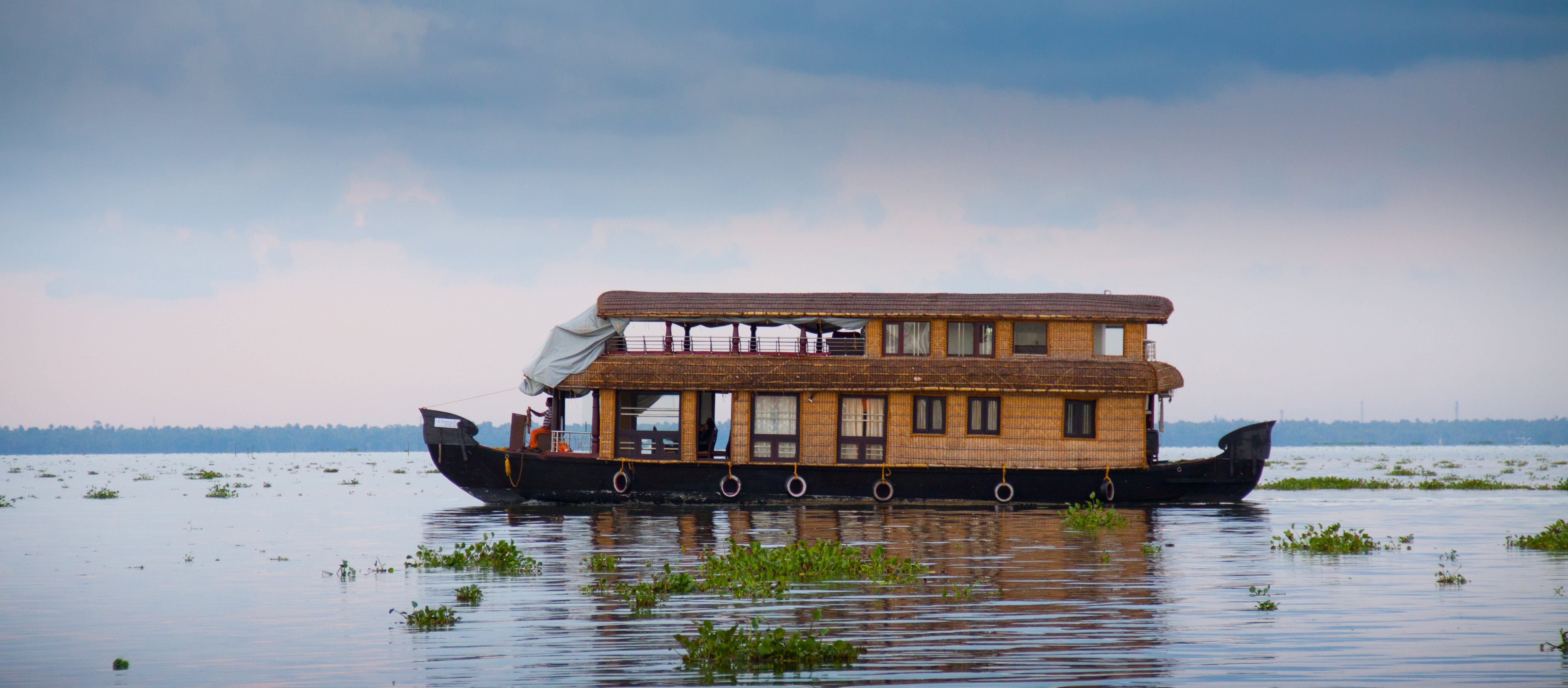
Un kettuvallam dans les backwaters du Kerala, au sud-ouest de l'Inde. Initialement utilisés comme cargo, ils ont été convertis en navire de plaisance.
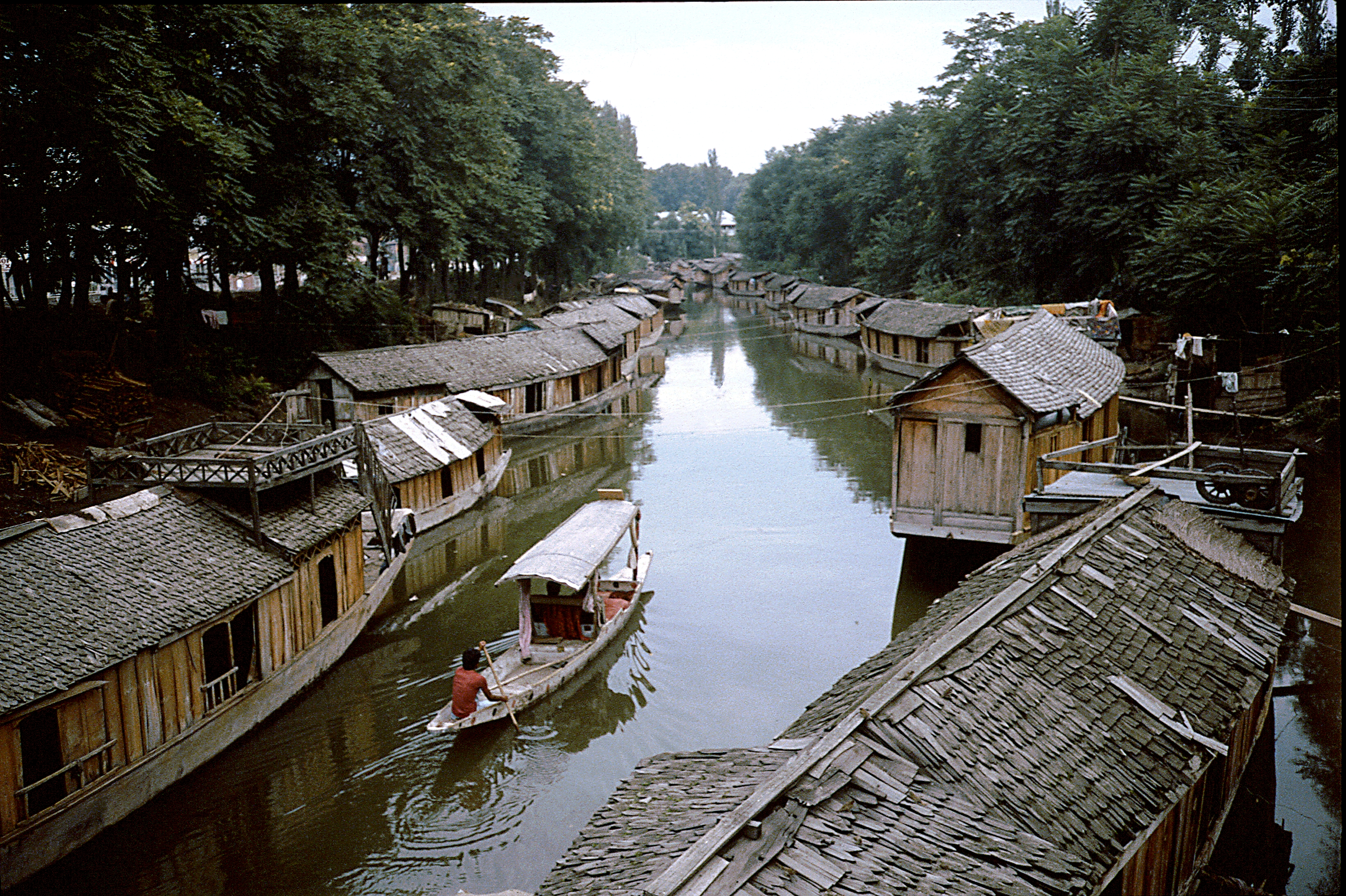
Houseboats alignés le long d'un canal à Srinagar, Jammu-et-Cachemire, Inde.
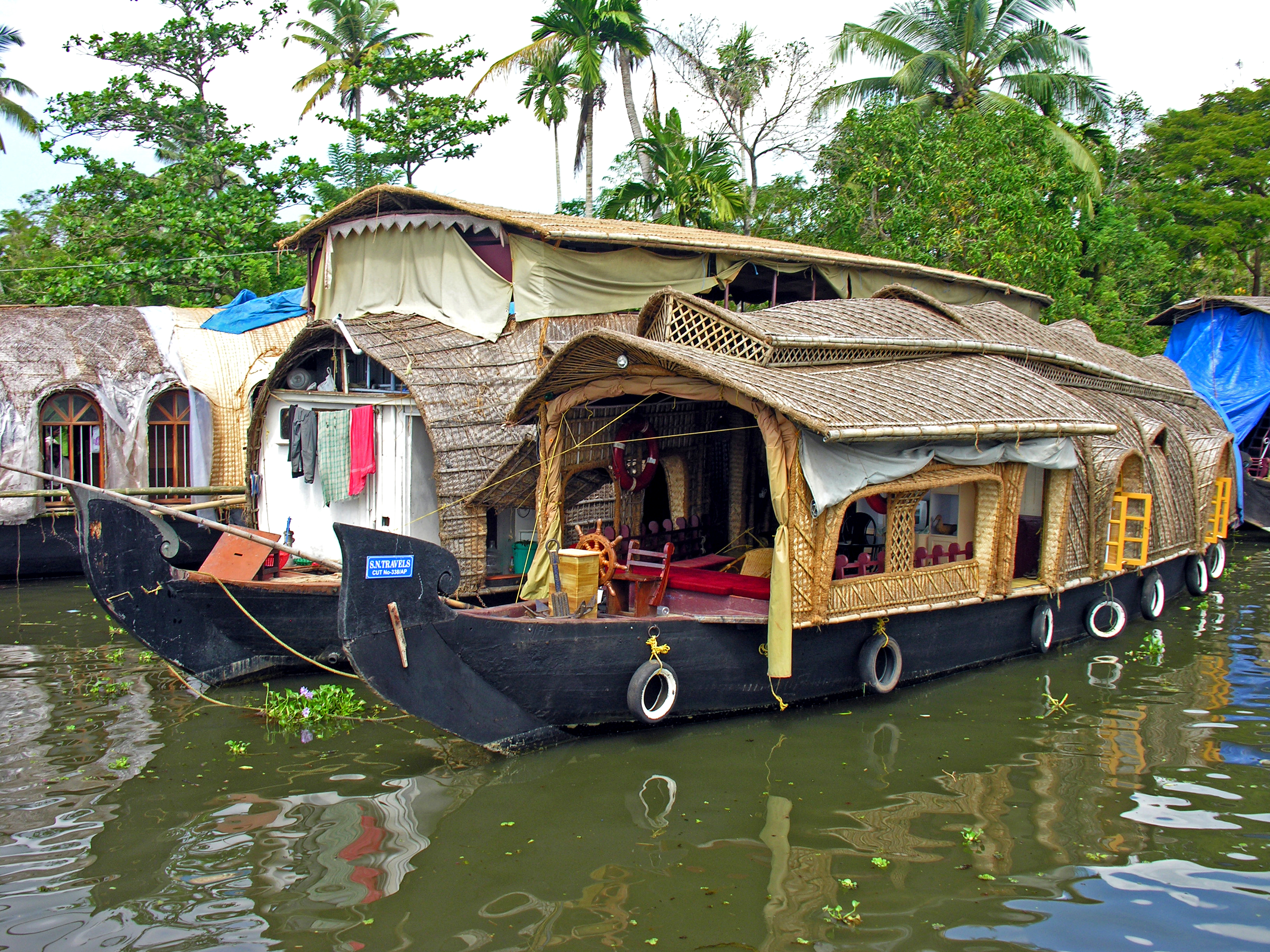
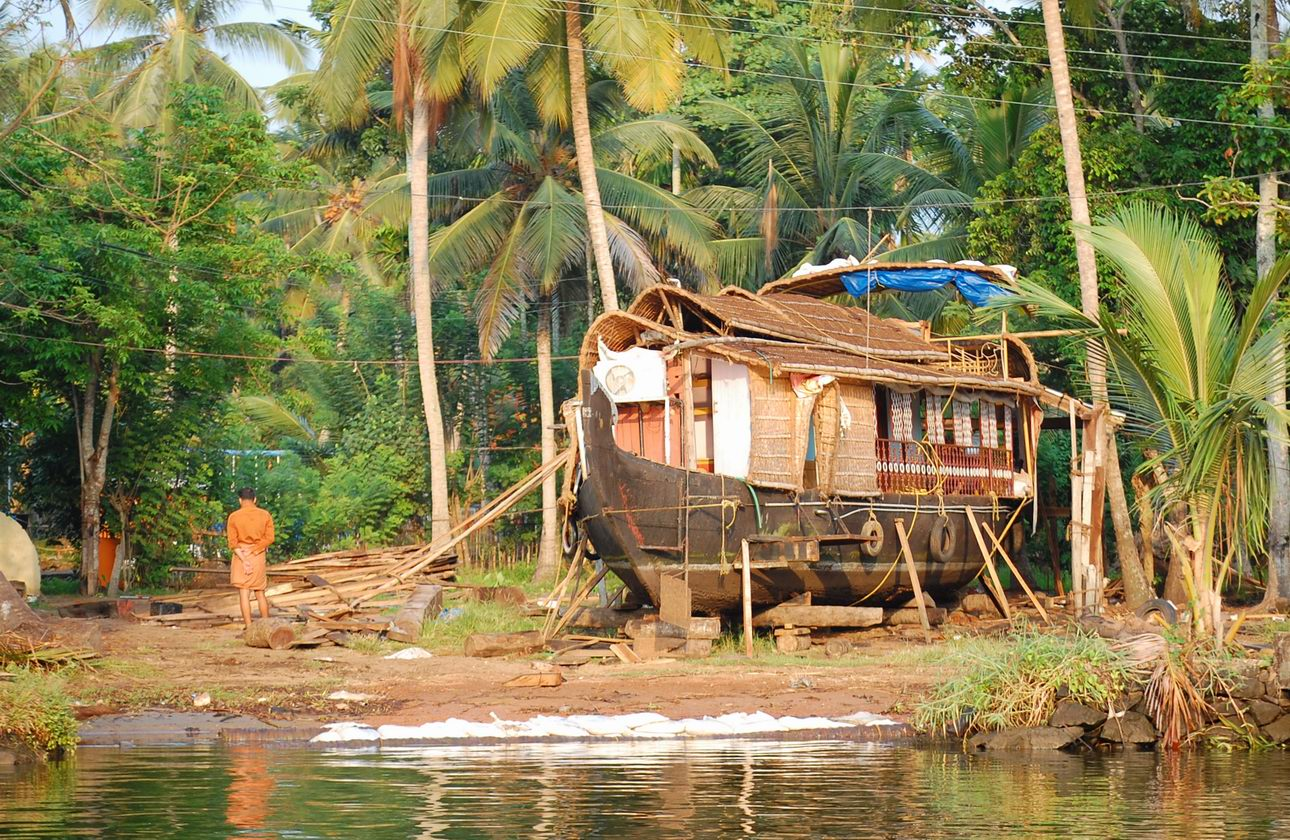
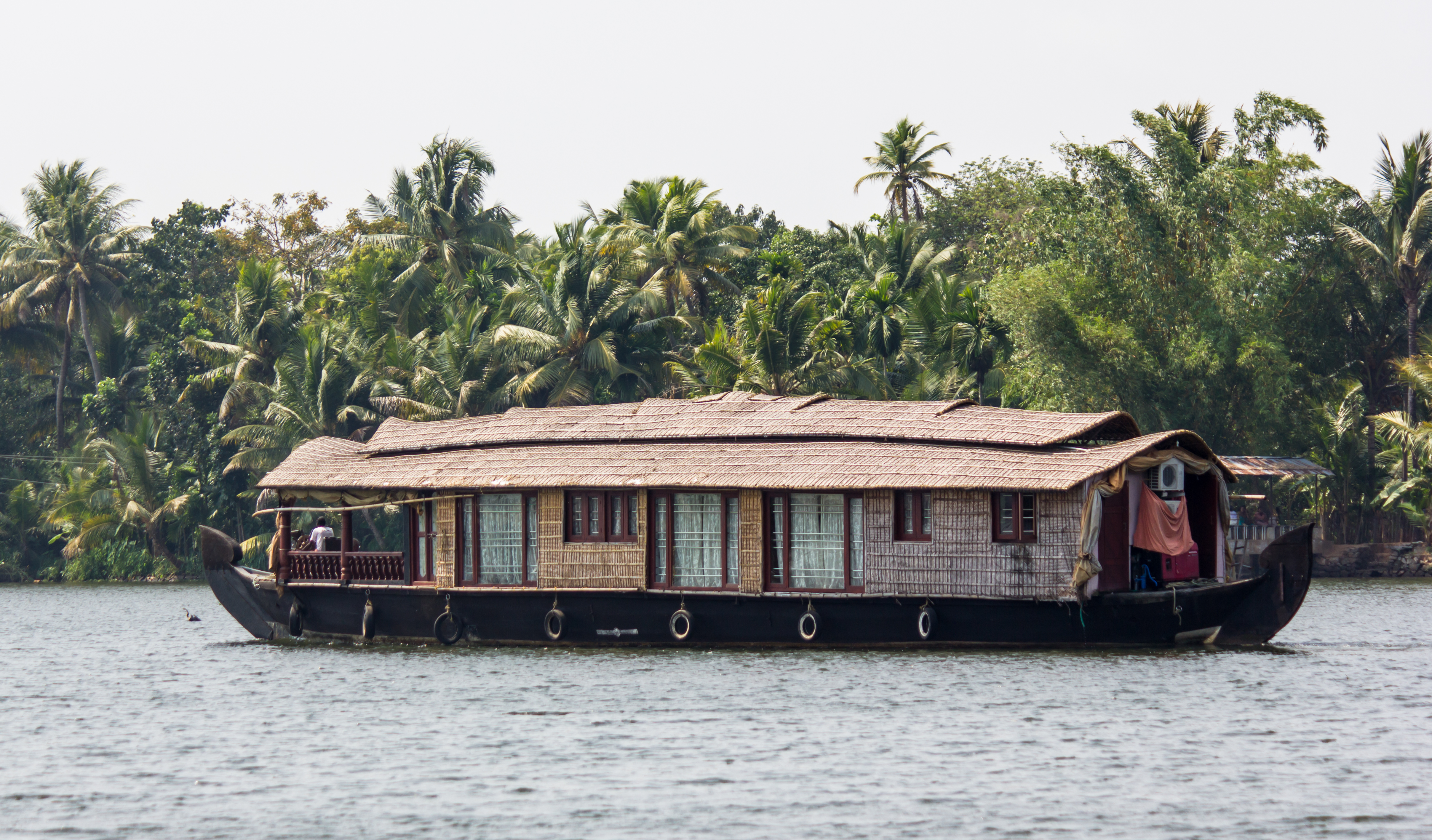
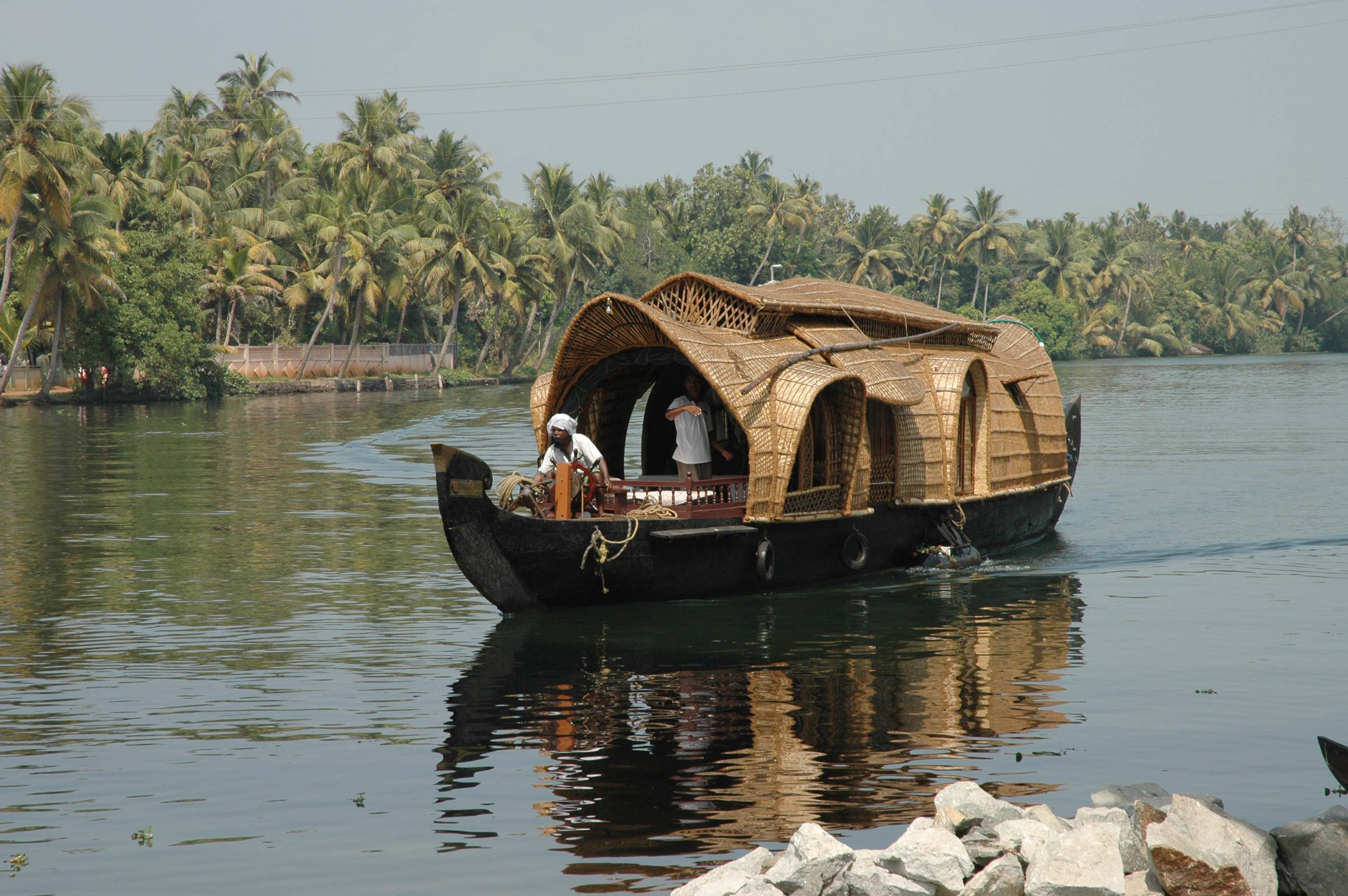
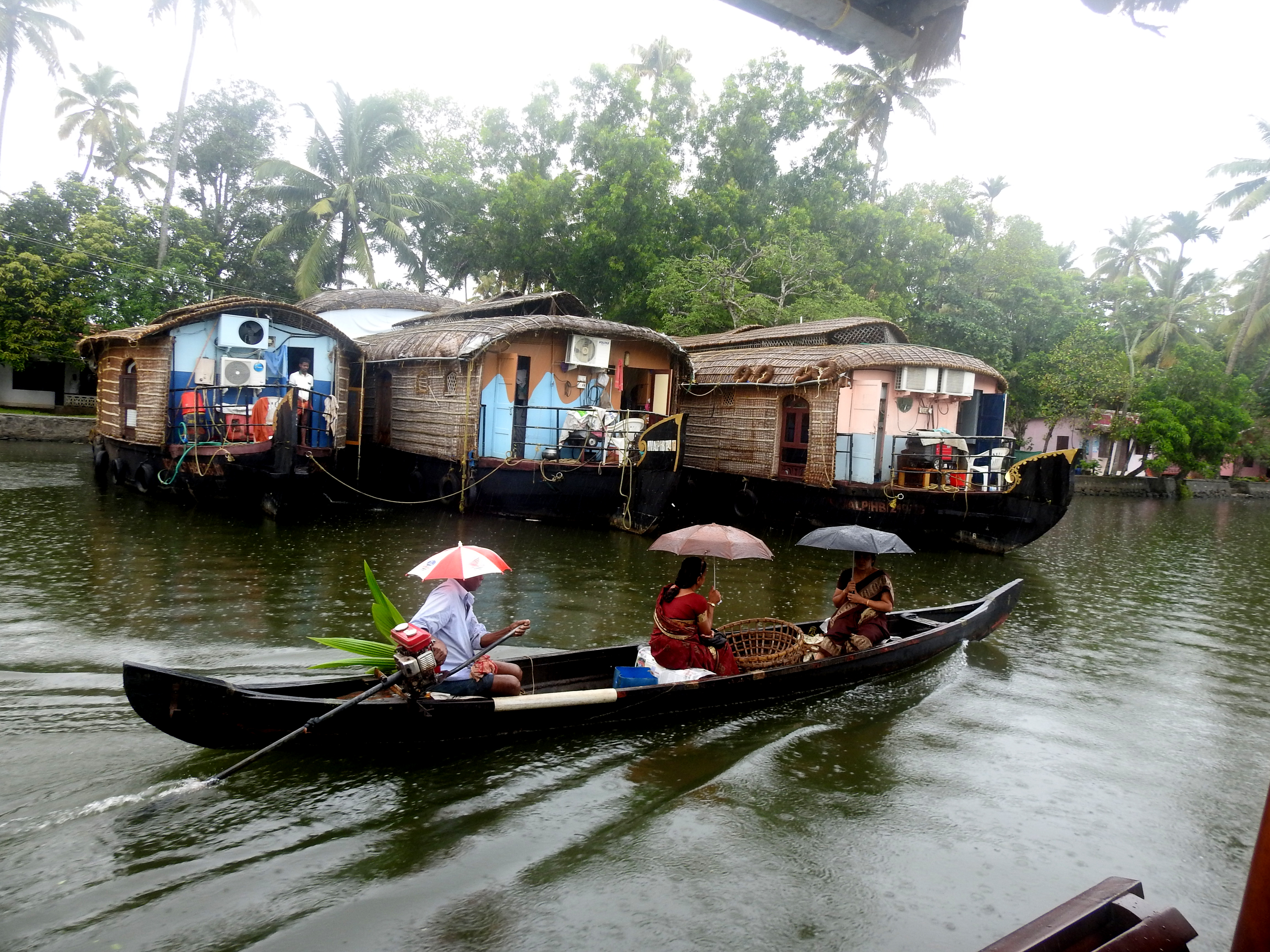
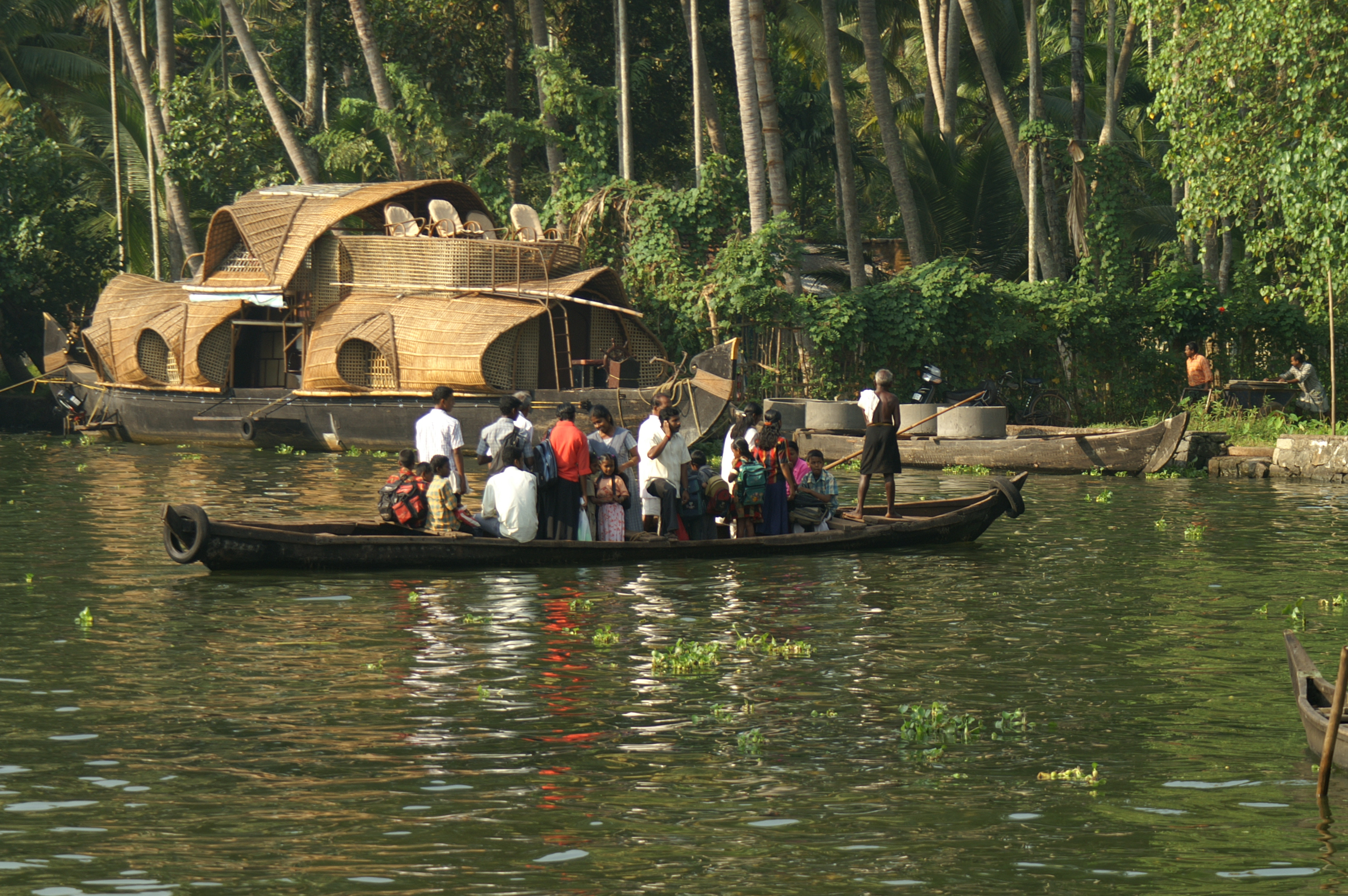
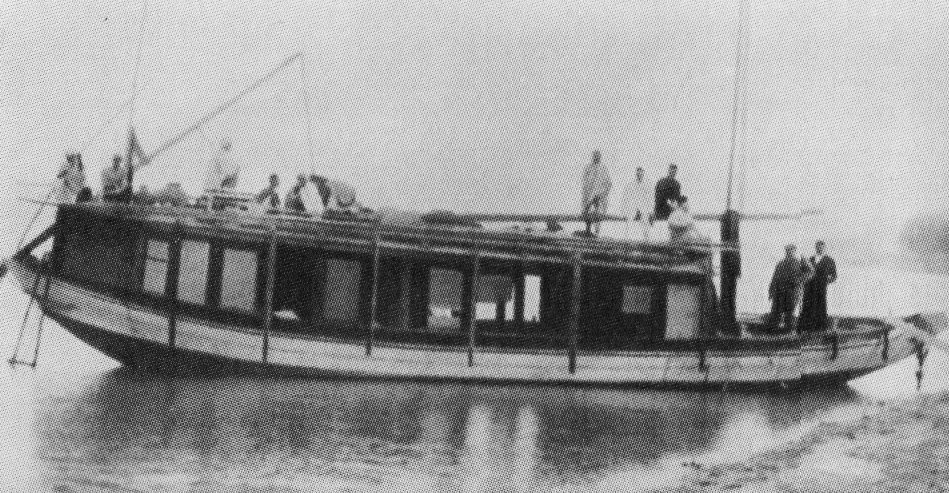
Le Padma, bojra ou budgerow (en) de Rabindranath Tagore, qui y voyageait régulièrement vers son Bengale-oriental.